# Consdorf
Consdorf (lb. Konsdref, niem. Konsdorf) − gmina (gemeng / commune / Gemeinde) w środkowym Luksemburgu, w kantonie Echternach. Do 3 października 2015 gmina leżała w dystrykcie Grevenmacher. Siedziba administracyjna gminy znajduje się w miejscowości Consdorf.

## Podział administracyjny
Do gminy należy jedenaście miejscowości, w tym sześć (Uertschaft) oraz pięć lieu-dit:
1. Altrodeschhof (Alrodeschhaff), lieu-dit
2. Breidweiler (Präiteler)
3. Colbette (Kolwent / Colbet)
4. Consdorf (Konsdref / Konsdorf)
5. Consdorf-Moulin (Konsdrëffer Millen), lieu-dit
6. Crispent (Créispent), lieu-dit
7. Ferme Rosswinckel (Rosswénkelerhaff / Rosswinckelerhof), lieu-dit
8. Marscherwald
9. Michelshof (Méchelshaff), lieu-dit
10. Scheidgen (Scheedgen)
11. Wolper (Wuelper)